# Stephanopyga legnota
Stephanopyga legnota är en fjärilsart som beskrevs av Diakonoff 1988. Stephanopyga legnota ingår i släktet Stephanopyga och familjen vecklare. Inga underarter finns listade i Catalogue of Life.